# Кармен, Джинн
Джинн Кармен (англ. Jeanne Carmen, 4 августа 1930 – 20 декабря 2007) — американская актриса, пинап-модель и гольфистка.

## Юность
Родилась в Парагулде, штат Арканзас. В детстве Кармен занималась тем, что собирала хлопок. В возрасте 13 лет она сбежала из дома. Будучи подростком переехала в Нью-Йорк и устроилась танцовщицей в шоу Бурлеск вместе с Бертом Ларом. Позже стала моделью, снявшись для нескольких мужских журналов. Кармен была заядлой гольфисткой.

## Карьера
В 20 лет Кармен переехала в Голливуд и снялась в нескольких картинах категории Б, таких как «Оружие не спорит» и «Монстр Пьедраса Бланкаса». Она играла как платиновых блондинок, так и знойных испанок. В 1956 году она сыграла в фильмах «Три разбойника», «Бутч Кэссиди и Санденс Кид» и «Неукротимая молодежь».
Она также сыграла Мери в короткометражном фильме с участием трех балбесов «Веселая путаница».
В 1998 году Кармен был посвящен документальный фильм под названием «Джинн Кармен: королева фильмов категории Б», в сериале «E! Правдивая голливудская история». В фильме рассказывалось, что она поддерживала близкую дружбу с актрисой Мэрилин Монро и братьями Кеннеди. После смерти Монро чикагский гангстер, Джонни Роселли, приказал Джинн покинуть город. Кармен, полагая, что её жизнь в опасности, бежала в Скотсдейл, штат Аризона, где она прожила инкогнито более десяти лет. Там Джинн вышла замуж, родила троих детей и вела спокойную жизнь, никогда не упоминая о своей прежней жизни в Голливуде.
Последнее интервью Кармен было опубликовано 21 ноября 2007 года в австралийской еженедельной газете SX News.

## Смерть
20 декабря 2007 года Джинн Кармен умерла в возрасте 77 лет от лимфомы в своем доме в Ирвайне, штат Калифорния, где она жила с 1978 года. На надгробном камне её погребального склепа написана эпитафия: «Она пришла, увидела и победила.» У неё осталось трое детей, Мелинда, Келли Джейд, Брэндон, и трое внуков.
На момент смерти Джинн биографический фильм о её жизни находился на ранней стадии разработки, на роль Кармен рассматривались Кристина Агилера, Скарлетт Йоханссон и Кейт Босуорт.

## Фильмография
| Year | Title                                 | Role                        | Notes                              |
| ---- | ------------------------------------- | --------------------------- | ---------------------------------- |
| 1951 | Майк и Бафф                           | принцесса Джинн             | Эпизод «Принцесса Джинн»           |
| 1953 | Стрипорама                            | Венера                      | Uncredited                         |
| 1956 | Трое преступников                     | Серельда                    |                                    |
| 1957 | Военные барабаны                      | Жёлтая луна                 |                                    |
| 1957 | Веселая путаница                      | Мери                        |                                    |
| 1957 | Неукротимая молодежь                  | Лиллибет                    |                                    |
| 1957 | Portland Exposé                       | Айрис                       |                                    |
| 1958 | Я женился на женщине                  | девушка с камерой           | Uncredited                         |
| 1958 | Слишком много, Слишком раноn          | Тасслес                     | Uncredited                         |
| 1958 | Миллионер                             | Мери Эванс                  | Эпизод: "История Уолли Баннистера" |
| 1958 | 26 человек                            | Лили Мей Тернер             | Эпизод: "Последнее восстание"      |
| 1958 | Рожденные безрассудными               | Девушка с родео             |                                    |
| 1959 | Монстр Пьедраса Бланкаса              | Люси                        |                                    |
| 1959 | Речное судно                          | Джанин                      | Эпизод: "Ночь в Трапперс-лэндинге" |
| 1959 | Есть оружие – будут путешествия       | гламурная блондинка         | Эпизод: "Тигр" Uncredited          |
| 1960 | Канат                                 | Френси                      | Эпизод: "Китайский кулон"          |
| 1961 | Шоу Дика Пауэлла                      | Никки                       | Эпизод: "Три солдата"              |
| 1962 | Рука дьявола                          | Блондинка культистка        |                                    |
| 1998 | "Outside" videoclip by George Michael | woman with a boy on a leash |                                    |
| 2005 | Голый монстр                          | Миссис Липшиц               |                                    |